# Parafia Matki Bożej Miłosierdzia w Krośnie
Parafia pw. Matki Bożej Miłosierdzia w Krośnie – rzymskokatolicka parafia należąca do dekanatu Knyszyn, archidiecezji białostockiej, metropolii białostockiej. Od 24 stycznia 2021 proboszczem parafii jest ks. kan. Jerzy Bezubik. 

## Zasięg parafii
Do parafii należą wierni z następujących miejscowości: Krosno, Białobrzeskie, Kiślaki, Łaziuki, Łazy Duże, Łazy Małe, Piaski, Słomianka, Szafranki, Szelągówka, Żuki.